# Valère Henault
Hyacinthe Louis Valère Hénault (Luik, 15 januari 1872 - 17 mei 1935) was een Belgisch senator.

## Levensloop
Hénault promoveerde tot doctor in de rechten aan de Universiteit van Luik. Hij werd gemeenteraadslid van Luik en was er schepen van 1900 tot 1921 en van 1931 tot aan zijn dood. Als waarnemend burgemeester was hij een doelwit voor de kritiek van de jonge Georges Simenon. Hij was provincieraadslid van Luik van 1919 tot 1921.
In 1921 werd hij verkozen tot socialistisch senator voor het arrondissement Luik en bleef dit mandaat vervullen tot aan zijn dood.